# Panajot Pano
Panajot Pano (ur. 7 marca 1939 w Tiranie, zm. 19 stycznia 2010 w Jacksonville) – albański piłkarz, reprezentant kraju.

## Kariera piłkarska
Pochodził z rodziny albańskich Greków - był synem Thomy i Vasiliki. Karierę piłkarską rozpoczął w 1957 w klubie 17 Nëntori Tirana. Przez trzy sezonu gry dla Nëntori wystąpił w 28 spotkaniach, w których strzelił 8 bramek.
W 1960 został piłkarzem KF Partizani. W barwach tej drużyny czterokrotnie zdobył mistrzostwo Kategoria Superiore w sezonach 1961, 1962/63, 1963/64 oraz 1970/71. Sześciokrotnie triumfował w rozgrywkach o Puchar Albanii w sezonach 1961, 1963/64, 1965/66, 1967/68, 1969/70 i 1972/73. Na arenie międzynarodowej wygrał Puchar Bałkanów w 1970. Dwukrotnie został królem strzelców Kategorii e Parë w sezonach 1961 i 1969/70. Został także wybrany sportowcem roku w Albanii w 1960. Łącznie przez 15 lat gry w barwach Partizani zagrał w 210 spotkaniach, w których strzelił 136 bramek. Karierę piłkarską zakończył w 1975.
| Sezon   | Klub              | Kraj    | Rozgrywki           | Mecze | Bramki |
| ------- | ----------------- | ------- | ------------------- | ----- | ------ |
| 1957    | 17 Nëntori Tirana | Albania | Kategoria Superiore |       |        |
| 1958    | 17 Nëntori Tirana | Albania | Kategoria Superiore |       | 2      |
| 1959    | 17 Nëntori Tirana | Albania | Kategoria Superiore |       | 6      |
| 1960    | KF Partizani      | Albania | Kategoria Superiore |       | 7      |
| 1961    | KF Partizani      | Albania | Kategoria Superiore |       | 14     |
| 1962/63 | KF Partizani      | Albania | Kategoria Superiore |       | 17     |
| 1963/64 | KF Partizani      | Albania | Kategoria Superiore |       | 10     |
| 1964/65 | KF Partizani      | Albania | Kategoria Superiore |       | 7      |
| 1965/66 | KF Partizani      | Albania | Kategoria Superiore |       | 6      |
| 1966/67 | KF Partizani      | Albania | Kategoria Superiore |       | 10     |
| 1968    | KF Partizani      | Albania | Kategoria Superiore |       | 17     |
| 1969/70 | KF Partizani      | Albania | Kategoria Superiore |       | 11     |
| 1970/71 | KF Partizani      | Albania | Kategoria Superiore |       | 17     |
| 1971/72 | KF Partizani      | Albania | Kategoria Superiore |       | 9      |
| 1972/73 | KF Partizani      | Albania | Kategoria Superiore |       | 4      |
| 1973/74 | KF Partizani      | Albania | Kategoria Superiore |       | 7      |
| 1974/75 | KF Partizani      | Albania | Kategoria Superiore |       |        |

## Kariera reprezentacyjna
Pano zadebiutował w reprezentacji Albanii 2 czerwca 1963 w meczu przeciwko reprezentacji Bułgarii, przegranym 0:1. Brał czynny udział w eliminacjach do Mistrzostw Świata 1966 i 1974 oraz Mistrzostw Europy 1964, 1968 i 1972.
Po raz ostatni w reprezentacji zagrał 8 listopada 1973 w meczu przeciwko Chinom, zremisowanym 1:1 (w tym meczu zdobył bramkę). Łącznie Panajot Pano w latach 1963–1973 zagrał dla reprezentacji w 28 spotkaniach, w których strzelił 4 bramki.
| Mecze i gole w reprezentacji | Mecze i gole w reprezentacji | Mecze i gole w reprezentacji | Mecze i gole w reprezentacji | Mecze i gole w reprezentacji | Mecze i gole w reprezentacji | Mecze i gole w reprezentacji |
| #                            | Data                         | Miasto                       | Przeciwnik                   | Gol                          | Wynik                        | Rozgrywki                    |
| ---------------------------- | ---------------------------- | ---------------------------- | ---------------------------- | ---------------------------- | ---------------------------- | ---------------------------- |
| 1.                           | 02.06.1963                   | Tirana                       | Bułgaria                     |                              | 0:1                          | El. IO 1964                  |
| 2.                           | 16.06.1963                   | Sofia                        | Bułgaria                     |                              | 0:1                          | El. IO 1964                  |
| 3.                           | 29.06.1963                   | Kopenhaga                    | Dania                        |                              | 0:4                          | El. ME 1964                  |
| 4.                           | 30.10.1963                   | Tirana                       | Dania                        | Gol                          | 1:0                          | El. ME 1964                  |
| 5.                           | 24.05.1964                   | Rotterdam                    | Holandia                     |                              | 0:2                          | El. MŚ 1966                  |
| 6.                           | 11.10.1964                   | Tirana                       | Algieria                     |                              | 1:1                          | towarzyski                   |
| 7.                           | 25.10.1964                   | Tirana                       | Holandia                     |                              | 0:2                          | El. MŚ 1966                  |
| 8.                           | 11.04.1965                   | Tirana                       | Szwajcaria                   |                              | 0:2                          | El. MŚ 1966                  |
| 9.                           | 02.05.1965                   | Genewa                       | Szwajcaria                   |                              | 0:1                          | El. MŚ 1966                  |
| 10.                          | 07.05.1965                   | Belfast                      | Irlandia Północna            |                              | 1:4                          | El. MŚ 1966                  |
| 11.                          | 08.04.1967                   | Dortmund                     | RFN                          |                              | 0:6                          | El. ME 1968                  |
| 12.                          | 14.05.1967                   | Tirana                       | Jugosławia                   |                              | 0:2                          | El. ME 1968                  |
| 13.                          | 12.11.1967                   | Belgrad                      | Jugosławia                   |                              | 0:4                          | El. ME 1968                  |
| 14.                          | 17.12.1967                   | Tirana                       | RFN                          |                              | 0:0                          | El. ME 1968                  |
| 15.                          | 14.10.1970                   | Chorzów                      | Polska                       |                              | 0:3                          | El. ME 1972                  |
| 16.                          | 13.12.1970                   | Stambuł                      | Turcja                       |                              | 1:2                          | El. ME 1972                  |
| 17.                          | 17.02.1971                   | Tirana                       | RFN                          |                              | 0:1                          | El. ME 1972                  |
| 18.                          | 18.04.1971                   | Bukareszt                    | Rumunia                      |                              | 1:2                          | El. IO 1972                  |
| 19.                          | 12.05.1971                   | Tirana                       | Polska                       |                              | 1:1                          | El. ME 1972                  |
| 20.                          | 26.05.1971                   | Tirana                       | Rumunia                      | Gol                          | 1:2                          | El. IO 1972                  |
| 21.                          | 12.06.1971                   | Karlsruhe                    | Niemcy                       |                              | 0:2                          | El. ME 1972                  |
| 22.                          | 14.11.1971                   | Tirana                       | Turcja                       | Gol                          | 3:0                          | El. ME 1972                  |
| 23.                          | 21.06.1972                   | Helsinki                     | Finlandia                    |                              | 0:1                          | El. MŚ 1974                  |
| 24.                          | 29.10.1972                   | Bukareszt                    | Rumunia                      |                              | 0:2                          | El. MŚ 1974                  |
| 25.                          | 07.04.1973                   | Magdeburg                    | NRD                          |                              | 0:2                          | El. MŚ 1974                  |
| 26.                          | 06.05.1973                   | Tirana                       | Rumunia                      |                              | 1:4                          | El. MŚ 1734                  |
| 27.                          | 03.11.1973                   | Tirana                       | NRD                          |                              | 1:4                          | El. MŚ 1974                  |
| 28.                          | 08.11.1973                   | Tirana                       | Chiny                        | Gol                          | 1:1                          | towarzyski                   |

## Życie prywatne
Panajot Pano jest ojcem Ledio Pano, 9-krotnego reprezentanta Albanii, piłkarza m.in. KF Partizani czy AO Ksanti. Panajot zmarł w Jacksonville w wieku 70. lat na zawał serca.

## Sukcesy

### Klubowe
Partizani Tirana
- Mistrzostwo Kategoria Superiore (4): 1961, 1962/63, 1963/64, 1970/71
- Puchar Albanii (6): 1961, 1963/64, 1965/66, 1967/68, 1969/70, 1972/73
- Puchar Bałkanów (1): 1970

### Indywidualne
- Orderem Nderi i Kombit (Honor Narodu)
- Najlepszy albański piłkarz z okazji 50-lecia UEFY: 2003
- Król strzelców Kategoria Superiore (2): 1961, 1969/70
- Sportowiec roku w Albanii (1): 1960